# Präsidium des 1. Deutschen Bundestages

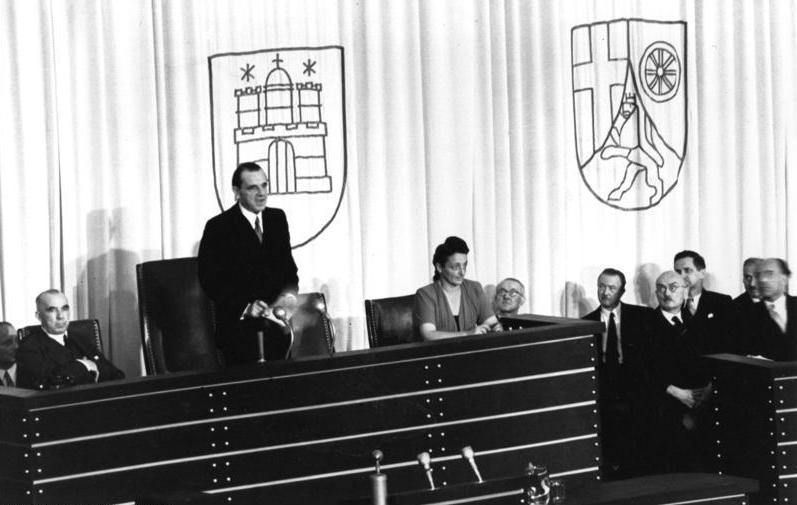
Erich Köhler spricht nach seiner Wahl zum Bundestagspräsidenten zu den Abgeordneten

Das Präsidium des 1. Deutschen Bundestages wurde in dessen konstituierender Sitzung am 7. September 1949 gewählt. Der Bundestag wählte den CDU-Abgeordneten Erich Köhler zu seinem Präsidenten und Carlo Schmid (SPD) und Hermann Schäfer (FDP) zu seinen Vizepräsidenten.

## Erste Wahl des Präsidenten des Bundestages
Der Wahlvorgang wurde vom Alterspräsident und früheren Reichstagspräsidenten Paul Löbe (SPD) geleitet. Es waren zwei Kandidaten für das Amt des Bundestagspräsidenten vorgeschlagen worden: Konrad Adenauer schlug im Namen der CDU/CSU-Fraktion Erich Köhler vor, während Max Reimann im Namen der KPD-Fraktion den SPD-Abgeordneten und Gewerkschaftssekretär Johannes Böhm vorschlug. Böhm erklärte daraufhin, dass er diese Wahl ablehne. Reimann erwiderte, dass er durch den Antrag „die ‚Opposition‘ der sozialdemokratischen Fraktion [habe] unterstreichen“ wollen. Bei der Wahl entfielen auf Köhler 346 der 402 abgegebenen Stimmen, was 86,07 % entsprach. Auf Böhm entfielen 15 Stimmen, was der Zahl der KPD-Abgeordneten entsprach. 41 Abgeordnete enthielten sich. Damit war Erich Köhler zum ersten Bundestagspräsidenten gewählt.

## Wahl der Vizepräsidenten
Es wurden gemäß einer interfraktionellen Vereinbarung zwei Vizepräsidenten gewählt. Die endgültige Zahl der Vizepräsidenten stand noch nicht fest. Der soeben gewählte Bundestagspräsident gab bekannt, dass die Vizepräsidenten aufgrund des geringeren Zeitaufwandes per Akklamation bestimmt würden. Als Vizepräsidenten wurden von der SPD-Fraktion Carlo Schmid und von der FDP-Fraktion Hermann Schäfer vorgeschlagen. Beide Abgeordneten wurden mit einer großen Mehrheit – Schäfer sogar ohne Gegenstimmen – in das Präsidium gewählt.

## Zweite Wahl des Präsidenten des Bundestages
Nachdem Erich Köhler bald heftige Kritik erfuhr und außerdem einen Nervenzusammenbruch erlitt, legte er am 18. Oktober 1950 sein Amt nieder. Er begründete dies mit seinem Eintritt in den Auswärtigen Dienst. Daher wurde am 19. Oktober 1950 Hermann Ehlers zum Bundestagspräsidenten gewählt. Er erhielt 201 von 325 abgegebenen Stimmen (61,84 %). Auf andere, nicht vorgeschlagene Abgeordnete entfielen insgesamt 62 Stimmen, davon 55 auf Kurt Georg Kiesinger. 59 Abgeordnete enthielten sich, 3 Stimmzettel waren mit „Nein“ beschrieben.